# Stogovi sena (Mone)
Stogovi sena je serija slika francuskog slikara Kloda Monea koje su nastale kao inspiracija umetnika na pejzaže nedaleko od svoje kuće u francuskom selu Živerniju od leta 1890. do žetve 1891. godine. Francuski slikar jedan od osnivača pravca impresionizam, koji se posebno bavio temom pejzaža kao temom koja ga je najvise privlačila.
Mone (1840-1926) je naslikao celu  seriju slika  sa stogovima sena (Les meules) sa 25 platana. Od cele serije, 8 slika se nalazi u privatnim kolekcijama, a 17 slika se nalazi po najpoznatijim svetskim muzejima, uključujući i njujorški Metropoliten.

Prema izvoru Sotebija stogovi sena su prva slika jednog impresioniste koja je prodata za preko 100 miliona dolara.

## Literatura
- Forge, Andrew, and Gordon, Robert, Monet, Harry N. Abrams, Inc., 1989.
- Gerdts, William H., Monet's Giverny: An Impressionist Colony, Abbeville Press Publishers, 1993.
- Heinrich, Christoph, Claude Monet, Benedikt Taschen Verlag GmbH, 2000
- House, John, Monet: Nature into Art, Yale University Press, 1986.
- Kelder, Diane, The Great Book of French Impressionism, Abbeville Press Publishers, 1980.
- Lemonedes, Heather, Lynn Federle Orr and David Steel, Monet in Normandy, Rizzoli International Publications. 2006.  0-8478-2842-5.
- Sagner, Karin, Monet at Giverny, Prestel Verlag
- Stuckey, Charles F., Claude Monet 1840–1926, 1995, co-published by The Art Institute of Chicago and Thames and Hudson.
- Tucker, Paul Hayes, Monet in the '90s: The Series Paintings, 1989, Museum of Fine Arts, Boston in association with Yale University Press
- Wildenstein, Daniel, Monet: or the Triumph of Impressionism, 2006, Taschen GmbH
- Published on the occasion of the Exhibition Monet’s Years at Giverny: Beyond Impressionism Organized by the Metropolitan Museum of Art in association with the St. Louis Art Museum, 1978, Abradale Press/Harry N. Abrams, Inc.

## Spoljašnje veze
- Experience two of Monet's Haystacks at Hill-Stead Museum, Farmington, Connecticut
- Monet's Years at Giverny: Beyond Impressionism, exhibition catalog fully online as PDF from The Metropolitan Museum of Art, which contains material on these works
- Monet works at the Art Institute of Chicago, featuring Haystack paintings
- Examples of stacks and their thatching (in Britain)